# Cornelis ver Weiden
Cornelius ver Weiden(Wervije) även Cornelius van Mecheln var en svensk-flandrisk guldsmed från Mechelen. Han var bror till guldsmeden Petter ver Weiden.
Han omtalas första gången 1551 i tjänst hos Gustav Vasa, från 1559 var han i tjänst hos hertig Erik. Cornelius var den främste ansvarige för tillverkningen av Erik XIV:s regalier inklusive kungakronan som har använts sedan dess av alla Sveriges kungar. Han reste hösten 1561 på kungligt uppdrag till Amsterdam, men återvände aldrig.

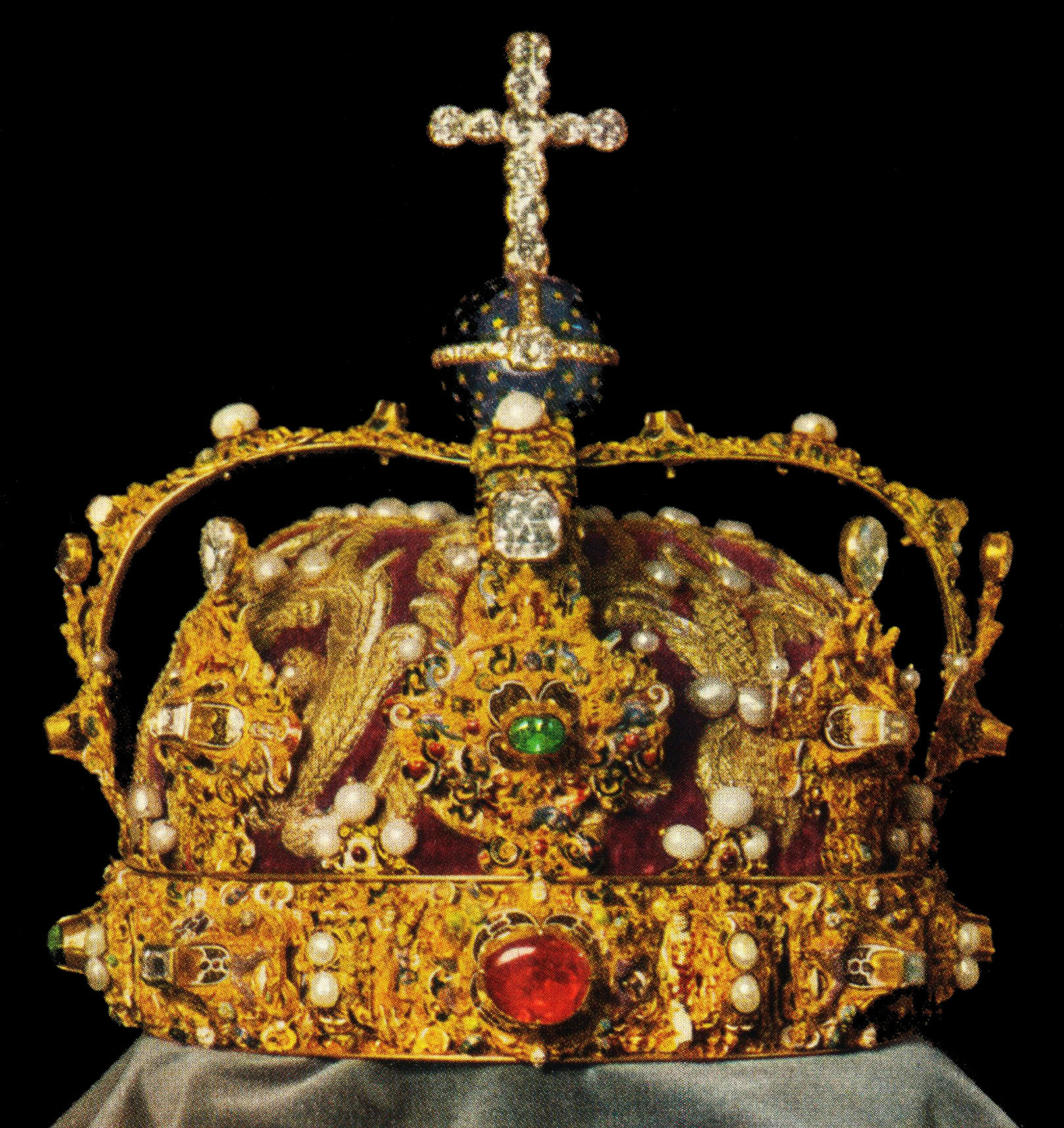
Erik XIV:s krona i något förändrat skick före 1970